# Kameruni női labdarúgó-válogatott
A kameruni női labdarúgó-válogatott képviseli Kamerunt a nemzetközi női labdarúgó eseményeken. A csapatot a kameruni labdarúgó-szövetség szervezi és irányítja. Az kameruni női-válogatott szövetségi kapitánya Carl Enow Ngachu.
A kameruni női nemzeti csapat még egyszer sem szerepelt világbajnokságon. Az 1991 óta megrendezésre kerülő Afrika-kupa kontinensbajnokságon kilencszer vett részt. Egyszeres ezüst- és kétszeres bronzérmes. Az olimpiai játékokra 2012-ben jutott ki először.

## Nemzetközi eredmények

### Világbajnoki szereplés
| Év       | Helyszín         | Eredmény      | Hely | M | Gy | D | V | Rg | Kg | Gk | P |
| -------- | ---------------- | ------------- | ---- | - | -- | - | - | -- | -- | -- | - |
| 1991     | Kína             | nem jutott be | –    | – | –  | – | – | –  | –  | –  | – |
| 1995     | Svédország       | visszalépett  | –    | – | –  | – | – | –  | –  | –  | – |
| 1999     | Egyesült Államok | nem jutott be | –    | – | –  | – | – | –  | –  | –  | – |
| 2003     | Egyesült Államok | nem jutott be | –    | – | –  | – | – | –  | –  | –  | – |
| 2007     | Kína             | nem jutott be | –    | – | –  | – | – | –  | –  | –  | – |
| 2011     | Németország      | nem jutott be | –    | – | –  | – | – | –  | –  | –  | – |
| 2015     | Kanada           |               |      |   |    |   |   |    |    |    |   |
| Összesen | Összesen         | 0 / 6         |      | – | –  | – | – | –  | –  | –  | – |

### Afrika-kupa
| Év       | Helyszín          | Eredmény           | Hely | M  | Gy | D | V  | Rg | Kg | Gk  | P  |
| -------- | ----------------- | ------------------ | ---- | -- | -- | - | -- | -- | -- | --- | -- |
| 1991     | –                 | ezüstérmes         | 2.   | 2  | 0  | 0 | 2  | 0  | 6  | -6  | 0  |
| 1995     | –                 | visszalépett       | –    | –  | –  | – | –  | –  | –  | –   | –  |
| 1998     | Nigéria           | negyedik helyezett | 4.   | 4  | 2  | 0 | 2  | 7  | 13 | -6  | 6  |
| 2000     | Dél-Afrika        | csoportkör         |      | 3  | 1  | 0 | 2  | 4  | 6  | -2  | 3  |
| 2002     | Nigéria           | bronzérmes         | 3.   | 5  | 2  | 2 | 1  | 7  | 5  | 2   | 8  |
| 2004     | Dél-Afrika        | ezüstérmes         | 2.   | 5  | 1  | 3 | 1  | 8  | 10 | -2  | 6  |
| 2006     | Nigéria           | negyedik helyezett | 4.   | 5  | 1  | 2 | 2  | 6  | 10 | -4  | 5  |
| 2008     | Egyenlítői-Guinea | negyedik helyezett | 4.   | 5  | 2  | 1 | 2  | 4  | 6  | -2  | 7  |
| 2010     | Dél-Afrika        | negyedik helyezett | 4.   | 5  | 2  | 1 | 2  | 7  | 11 | -4  | 7  |
| 2012     | Egyenlítői-Guinea | bejutott           | –    | –  | –  | – | –  | –  | –  | –   | –  |
| Összesen | Összesen          | 9 / 10             |      | 34 | 11 | 9 | 12 | 43 | 67 | -24 | 42 |

### Olimpiai szereplés
| Év       | Helyszín       | Eredmény      | Hely | M | Gy | D | V | Rg | Kg | Gk  | P |
| -------- | -------------- | ------------- | ---- | - | -- | - | - | -- | -- | --- | - |
| 1996     | Atlanta        | visszalépett  | –    | – | –  | – | – | –  | –  | –   | – |
| 2000     | Sydney         | nem jutott be | –    | – | –  | – | – | –  | –  | –   | – |
| 2004     | Athén          | nem jutott be | –    | – | –  | – | – | –  | –  | –   | – |
| 2008     | Peking         | nem jutott be | –    | – | –  | – | – | –  | –  | –   | – |
| 2012     | London         | csoportkör    | 12.  | 3 | 0  | 0 | 3 | 1  | 11 | -10 | 0 |
| 2016     | Rio de Janeiro |               |      |   |    |   |   |    |    |     |   |
| Összesen | Összesen       | 1 / 5         |      | 3 | 0  | 0 | 3 | 1  | 11 | -10 | 0 |

## Lásd még
- Kameruni labdarúgó-válogatott